# Brant Parker
Brant Parker (né le 26 août 1920 à Los Angeles et mort le 15 avril 2007 à Lynchburg) est un auteur de bande dessinée américain, co-créateur en 1964 du comic strip Le Magicien d'Id, qu'il dessinait tout en collaborant avec Johnny Hart sur le scénario. Parker a pris sa retraite en 1997.

## Biographie
Parker étudie à l'Otis Art Institute à Los Angeles. Il travaille pour Walt Disney Studio avant et après la seconde guerre mondiale. Il quitte Disney en 1945 et déménage dans l'état de New York. Il travaille alors comme dessinateur de presse pour le Binghamton Press.
Il rencontre Johnny Hart en 1950 à New York. Parker est juré dans un concours de dessin auquel participe Hart alors âgé de 18 ans. Ils deviennent amis et en 1964 ils décident de créer ensemble le comic strip Le Magicien d'Id (The Wizard of Id). Parker travaille aussi sur d'autres strips. Il participe avec Don Wilder sur le strip politique Goosemyer de 1981 à 1983. Il collabore avec Bill Rechin (en) et Wilder sur les séries Out of Bounds et Crock.

## Prix et récompenses
- 1972 : Prix de la National Cartoonists Society (NCS) du comic strip humoristique pour Le Magicien d'Id
- 1972 :  Prix Yellow-Kid du dessinateur étranger, pour l'ensemble de son œuvre
- 1977 : Prix de la NCS du comic strip humoristique pour Le Magicien d'Id
- 1981 : Prix de la NCS du comic strip humoristique pour Le Magicien d'Id
- 1983 : Prix de la NCS du comic strip humoristique pour Le Magicien d'Id
- 1984 : Prix de la NCS du comic strip humoristique pour Le Magicien d'Id
- 1984 : Prix Inkpot
- 1985 : Prix Reuben pour Le Magicien d'Id
- 1985 :  Prix Adamson du meilleur auteur international pour l'ensemble de son œuvre
- 1987 : Prix Elzie Segar